# 克里斯蒂娜·佩里
克里斯蒂娜·朱迪斯·佩里（英語：Christina Judith Perri，1986年8月19日—）是一名美国唱作人。她的第1首单曲《Jar of Hearts》在美国国内的销量达4百万份。她后因亲自创作并演唱过《暮光之城：破曉Ⅱ》主题曲《千年之恋》而进一步为人们熟知。代表作主要还包括《Burning Gold》、《Shot Me In the Heart》、《Butterfly》和《Sea of Lovers》等。
克瑞斯蒂娜已发售2张个人录音室专辑，还曾在黛米·洛瓦托2014年世界巡演中担任过暖场歌手。

## 早年生活
佩里出身于美国宾夕法尼亚州费城近郊本萨棱镇。她母亲名叫Mary，父亲名叫Dante Perri。她有一个哥哥叫Nick Perri，做过吉他手。他父亲来自意大利。佩里于2004年毕业于雷安主教高中(Archbishop Ryan High School)。她曾通过看Shannon Hoon的影片自学吉他。年少的时候，她常会参演一些音乐剧，并参与剧中的歌唱。

## 音乐作品
- Lovestrong (2011)
- Head or Heart (2014)